# غجين (عباس الشرقي)
غجین (بالفارسية: گجین) هي منطقة سكنية تقع في إيران في قسم عباس الشرقي الريفي. يقدر عدد سكانها بـ 19 نسمة .